# Loud (deportes electrónicos)
Loud (estilizado como LOUD) es una organización brasileña de deportes electrónicos con equipos que compiten en Free Fire, League of Legends y Valorant . Fundada en 2019, Loud es la organización de deportes electrónicos con más seguidores en las redes sociales de Brasil y la segunda más grande del mundo. En 2022, el equipo Valorant de Loud ganó el premio al Mejor Equipo de Esports tanto en los Esports Awards como en The Game Awards .

## Historia
Loud fue creado el 28 de febrero de 2019 por el youtuber Bruno "PlayHard" Oliveira junto con los empresarios Jean Ortega y Mathew Ho. Desde el principio, Loud se centró en crear videos de YouTube y popularizar a sus jugadores e influenciadores . Siendo uno de los pioneros de este modelo en Brasil, Loud se convirtió en la primera organización brasileña de deportes electrónicos en alcanzar los mil millones de visitas.
Loud comenzó con un equipo de Free Fire, incluso compitiendo en la Liga Brasileña de Free Fire (LBFF). En 2020, Riot Games anunció a Loud como uno de los equipos seleccionados para participar en el Campeonato Brasileiro de League of Legends (CBLOL) a partir de la temporada 2021. En el año 2022, Loud anunció un equipo de Valorant con un roster ya conformado por los jugadores Gustavo "Sacy" Rossi y Matias "Saadhak" Delipetro.
En 2021, Loud fue el equipo que ganó más seguidores en Twitter y se convirtió en el más seguido en Instagram . A partir de agosto de 2022, la organización se ha convertido en la cuarta organización más vista del mundo en Twitch .
En octubre de 2022, Loud contrató al fenómeno de Internet Iran Ferreira, más conocido como Luva de Pedreiro, como embajador de la organización.

## Elencos actuales

### Free Fire
| Plantilla actual de Free Fire | Plantilla actual de Free Fire | Plantilla actual de Free Fire | Plantilla actual de Free Fire |
| Nacionalidad                  | Alias                         | Nombre                        | Rol                           |
| ----------------------------- | ----------------------------- | ----------------------------- | ----------------------------- |
| Brasil                        | Cauan7                        | Cauan Santos                  | Jugador                       |
| Brasil                        | Lost                          | Luan Souza                    | Jugador                       |
| Brasil                        | Draxx                         | Victor Borges                 | Jugador                       |
| Brasil                        | Yago                          | Yago Vinicius                 | Jugador                       |
|                               |                               |                               |                               |
| Brasil                        | Frois                         | Marcos Frois                  | Entrenador                    |
| Brasil                        | Frank                         | Frank Willian                 | Asistente de entrenador       |

### League of Legends
| Plantilla actual de League of Legends | Plantilla actual de League of Legends | Plantilla actual de League of Legends | Plantilla actual de League of Legends |
| Nacionalidad                          | Alias                                 | Nombre                                | Rol                                   |
| ------------------------------------- | ------------------------------------- | ------------------------------------- | ------------------------------------- |
| Brasil                                | Robo                                  | Leonardo Souza                        | Toplaner                              |
| Corea del Sur                         | Croc                                  | Park Jong-hoon                        | Jungla                                |
| Brasil                                | tinowns                               | Thiago Sartori                        | Midlaner                              |
| Corea del Sur                         | Route                                 | Moon Geom-su                          | Tirador                               |
| Brasil                                | RedBert                               | Ygor Freitas                          | Apoyo                                 |
|                                       |                                       |                                       |                                       |
| Corea del Sur                         | Stardust                              | Son Suk-hee                           | Entrenador                            |

| Plantilla actual Academia de League of Legends | Plantilla actual Academia de League of Legends | Plantilla actual Academia de League of Legends | Plantilla actual Academia de League of Legends |
| Nacionalidad                                   | Alias                                          | Nombre                                         | Rol                                            |
| ---------------------------------------------- | ---------------------------------------------- | ---------------------------------------------- | ---------------------------------------------- |
| Brasil                                         | Curty                                          | Pedro Henrique Curty                           | Toplaner                                       |
| Brasil                                         | Hugato                                         | Hugo Dias                                      | Jungla                                         |
| Brasil                                         | Anyyy                                          | Ruan Silva                                     | Midlaner                                       |
| Brasil                                         | Sant                                           | Matheus Santana                                | Tirador                                        |
| Brasil                                         | Bulecha                                        | Lucas Adriel                                   | Apoyo                                          |
|                                                |                                                |                                                |                                                |
| Brasil                                         | Benchima                                       | Michel Lima                                    | Entrenador                                     |

### Valorant
| Plantilla actual de Valorant | Plantilla actual de Valorant | Plantilla actual de Valorant | Plantilla actual de Valorant |
| Nacionalidad                 | Alias                        | Nombre                       | Rol                          |
| ---------------------------- | ---------------------------- | ---------------------------- | ---------------------------- |
| Brasil                       | pANcada                      | Bryan Luna da Silva          | Jugador                      |
| Brasil                       | v1nNy                        | Vinicius Gonçalves           | Jugador                      |
| Brasil                       | tuyZ                         | Arthur Andrade               | Jugador                      |
| Brasil                       | dgzin                        | Douglas Silva                | Jugador                      |
| Brasil                       | cauanzin                     | Cauan Pereira                | Jugador                      |
|                              |                              |                              |                              |
| Brasil                       | stk                          | Jordan Nunes                 | Entrenador                   |
| Brasil                       | mat                          | Matheus Dourado              | Entrenador                   |

| Plantilla actual GC de Valorant | Plantilla actual GC de Valorant | Plantilla actual GC de Valorant | Plantilla actual GC de Valorant |
| Nacionalidad                    | Alias                           | Nombre                          | Rol                             |
| ------------------------------- | ------------------------------- | ------------------------------- | ------------------------------- |
| Brasil                          | Tayhuhu                         | Taynah Yukimi                   | Jugador                         |
| Brasil                          | M4ndzin                         |                                 | Jugador                         |
| Brasil                          | waved                           |                                 | Jugador                         |
| Brasil                          | antG                            | Antônia Garcia                  | Jugador                         |
| Brasil                          | lissA                           | Giulia Lissa                    | Jugador                         |
|                                 |                                 |                                 |                                 |
| Brasil                          | JhoW                            | Jonathan Glória                 | Entrenador                      |

## Campeonatos

### Free Fire
| Año  | Nombre                       | Final       |
| ---- | ---------------------------- | ----------- |
| 2019 | FFPL - Temporada 3           | Vicecampeón |
| 2019 | Free Fire World Series 2019  | 9.º lugar   |
| 2020 | Copa América 2020            | Campeón     |
| 2020 | LBFF 2020: Serie A - Etapa 1 | 3.er lugar  |
| 2021 | LBFF 2021: Serie A - Etapa 1 | Vicecampeón |
| 2021 | Free Fire World Series 2021  | Vicecampeón |
| 2022 | LBFF 2022: Serie A - Etapa 1 | Campeón     |
| 2022 | Free Fire World Series 2022  | 7.º lugar   |
| 2022 | C.O.P.A. Free Fire           | Vicecampeón |
| 2023 | C.O.P.A. Free Fire           | Vicecampeón |
| 2023 | LBFF 2023: Serie A - Etapa 1 | Campeón     |
| 2023 | Free Fire World Series 2023  | 7.º lugar   |

### League of Legends
| Año  | Año     | CBLOL  | CBLOL | CBLOL    | CBLOL         | CBLOL            | Mid-Season Invitational | World Championship |
| Año  | Año     | Juegos | Gana  | Derrotas | Clasificación | Playoffs         | Mid-Season Invitational | World Championship |
| ---- | ------- | ------ | ----- | -------- | ------------- | ---------------- | ----------------------- | ------------------ |
| 2021 | Split 1 | 18     | 11    | 7        | cuarto lugar  | Cuartos de final | DNQ                     | DNQ                |
| 2021 | Split 2 | 18     | 10    | 8        | 5.º lugar     | Cuartos de final | DNQ                     | DNQ                |
| 2022 | Split 1 | 18     | 10    | 8        | 7.º lugar     | DNQ              | DNQ                     | Play-In: Ronda 2   |
| 2022 | Split 2 | 18     | 12    | 6        | 4.º lugar     | Campeón          | DNQ                     | Play-In: Ronda 2   |
| 2023 | Split 1 | 18     | 12    | 6        | Segundo lugar | Campeón          | Etapa de entrada        | Play-In: Ronda 1   |
| 2023 | Split 2 | 18     | 13    | 5        | 3.er lugar    | Campeón          | Etapa de entrada        | Play-In: Ronda 1   |

### Valorant
| Año  | Valorant Champions Tour | Valorant Champions Tour | Valorant Champions Tour | Masters        | Champions  |
| Año  | Nombre                  | Clasificación           | Playoffs                | Masters        | Champions  |
| ---- | ----------------------- | ----------------------- | ----------------------- | -------------- | ---------- |
| 2022 | BR Stage 1 Challengers  | 1.er lugar              | Campeón                 | Vicecampeón    | Campeón    |
| 2022 | BR Stage 2 Challengers  | 1.er lugar              | Campeón                 | Fase de grupos | Campeón    |
| 2023 | LOCK//IN                | Vicecampeón             | Vicecampeón             | Fase de grupos | 3.er lugar |
| 2023 | Americas League         | 1.er lugar              | Campeón                 | Fase de grupos | 3.er lugar |

| Año  | Game Changers                 | Game Changers | Championship |
| Año  | Nombre                        | Playoffs      | Championship |
| ---- | ----------------------------- | ------------- | ------------ |
| 2023 | Game Changers Brazil Series 1 | Vicecampeón   | DNQ          |
| 2023 | Game Changers Brazil Series 2 | Vicecampeón   | DNQ          |